# Пламенка
Пламенка — хутор в Среднеахтубинском районе Волгоградской области России.
Входит в состав Клетского сельского поселения.

## География
Хутор находится в юго-восточной части Волгоградской области, в пределах Волго-Ахтубинской поймы, на расстоянии примерно 17 километров (по прямой) к юго-западу от посёлка городского типа Средняя Ахтуба, административного центра района. Абсолютная высота — 6 метров ниже уровня моря.

Климат классифицируется как влажный континентальный с тёплым летом (согласно классификации климатов Кёппена — Dfa). Среднегодовая температура воздуха положительная и составляет + 8,7 °C. Средняя температура самого холодного месяца (января) составляет −7,2 °С, самого жаркого месяца (июля) — +24,7 °С. Расчётная многолетняя норма осадков — 372 мм. В течение года количество осадков распределено относительно равномерно: наименьшее количество осадков выпадает в апреле (23 мм), наибольшее количество — в июне (38 мм).
Часовой пояс
Хутор Пламенка, как и вся Волгоградская область, находится в часовой зоне МСК (московское время). Смещение применяемого времени относительно UTC составляет +3:00.

## Население
| 2010 |
| ---- |
| 340  |

Гендерный состав
По данным Всероссийской переписи населения 2010 года в гендерной структуре населения мужчины составляли 50,3 %, женщины — соответственно 49,7 %.
Национальный состав
Согласно результатам переписи 2002 года, в национальной структуре населения русские составляли 88 %.

## Инфраструктура
В Пламенке функционируют начальная школа (филиал средней школы х. Клетский) и фельдшерско-акушерский пункт.

## Улицы
Уличная сеть хутора состоит из улиц Старой,Набережной и Новой,на которой находится школа в одном здании с ФАП